# Малина полунична (Rubus illecebrosus)
Малина полунична (Rubus illecebrosus) — це червоноплідний вид Rubus, який походить з Японії (де він називаєтьсяバライチゴ, рожева ягода), але також дуже популярний у деяких європейських країнах, наприклад у Литві. Він помірно натуралізувався в розкиданих місцях Канади, Сполучених Штатів і Південної Америки.  

## Опис
Малина полунична (Rubus illecebrosus) — колючий кущ який виростає в середньому до 150 см. Листки перисто-складні. Квіти утворюються або по одній, або в скупченнях по 2-3, кожна з 5 пелюсток до 18 мм  довгі (довші, ніж у більшості споріднених видів). Цвітіння червень–вересень. Плоди також незвично великі для роду, кожен довгастий, червоний, до 2 см  довгі з 50–100 насіннинами. Rubus illecebrosus відрізняється від інших видів малин колючими, голими, залозистими стеблами, перисто-складеними листками з типово сімома ланцетними до вузькояйцевидних листочками, відносно великими квітками та білими пелюстками. 